# 逆立ちゴマ
逆立ちゴマ（さかだちゴマ）とは、回すと逆さまに立つ独楽のことである。

## 特徴
逆立ちゴマは、ほぼ球形の胴体を持っている。密度が一様な材料の場合、球面の一角に円を描いて球の中心からその円周へむけた放射状の円錐を刳り取ってある。そしてこの刳られた空間の中心に軸が生えておりその軸をつまんで回す。
このコマを、軸をつまんで回転させると、ごく弱く回せば、軸を上に向けて回転を続ける。しかし、ある程度以上強く回すと、すぐに軸はぶれ始め、次第にコマの胴の側面を下に、軸を横に向けて回転し、回転が十分に速ければ、さらに向きを変えて、やがて軸の先端を基盤につけると、そこで立ち上がり、胴を基盤から離して回転を始める。つまり逆立ちするわけである。
この状態で回転を続けた後、回転が弱まれば再び軸がぶれて最後は軸を上にして止まる。

## 運動の仕組み
このような変わった運動の仕組みを説明する。

運動の様子

運動の原因となる、このコマの特徴は次の2点である。
- 回転運動の角運動量を保存しながらも、外乱により回転軸が変化した回転運動になってもそのまま安定して回転し続けるという性質のある、球に近い形をしている（普通のコマのように扁平だったり逆に長かったりすると、回転軸がぶれると安定しない）。
- 回転させない場合を観察すればあきらかな通り、正立した状態が重心がもっとも低く安定している。これは他のコマと全く逆の特徴である。

ゆで卵を高速で回転させた場合のように、重力下の水平な平面の上で、平面との間に摩擦と滑りをもって自転する物体には、その物体が球に近い場合は、回転軸をどんどんずらして、重心を上げた姿勢になろうとするという性質がある（ゆで卵の場合には解析されている（ゆで卵#ゆで卵と科学））。ふつうのコマが立ち上がるのに似ているが、こちらの運動は回転軸自体はほぼ鉛直のままであり、違う現象であろうという意見がある。
なお、ゆで卵を回転させた時に、常にとがったほうを下にして立ち上がったりはしないことからわかるように、「なにがなんでも重心が最も高い状態で安定する」わけではないことに注意が必要である。

## 商品
一般にはプラスチック製で、直径2cm程度の小型のものが多い。回す方法は、軸を指でひねる、いわゆるひねりゴマである。上半分と下半分で色を変えている物が多く、この二つの部分を張り合わせて作られている。
まれに、木製のより大きなものがある。この場合、軸周辺の平面をえぐることで重心を下げるなどしている。軸に紐を巻き付けて、これを引いて回す、糸巻きゴマもある。